# Леушкино (Старицький район)
Леушкино (рос. Леушкино) — присілок в Старицькому районі Тверської області Російської Федерації.
Населення становить 5 осіб. Входить до складу муніципального утворення Ємельяновське сільське поселення.

## Історія
Від 2005 року входить до складу муніципального утворення Ємельяновське сільське поселення. Раніше населений пункт належав до Гостеневського сільського округу.

## Населення
| 2008 | 2010 |
| ---- | ---- |
| 6    | ↘5   |